# Meridiano 59 W
O meridiano 59 W é um meridiano que, partindo do Polo Norte, atravessa o Oceano Ártico, Gronelândia, América do Norte, Oceano Atlântico, América do Sul, Antártida e chega ao Polo Sul. Forma um círculo máximo com o Meridiano 121 E.
Começando no Polo Norte, o meridiano 59 Oeste tem os seguintes cruzamentos:
| País, território ou mar | Notas |
| ----------------------- | --- |
| Oceano Ártico           | |
| Mar de Lincoln          | |
| Gronelândia             | |
| Newman Bugt             | |
| Gronelândia             | |
| Baía de Baffin          | |
| Estreito de Davis       | |
| Oceano Atlântico        | Mar do Labrador |
| Canadá                  | Labrador, Terra Nova e Labrador Quebec |
| Golfo de São Lourenço   | |
| Canadá                  | Península de Port-au-Port, ilha da Terra Nova, Terra Nova e Labrador                                                                                |
| Baía St. George         | |
| Canadá                  | Ilha da Terra Nova, Terra Nova e Labrador |
| Oceano Atlântico        | |
| Guiana                  | Território reclamado pela Venezuela |
| Brasil                  | Roraima (leste) Amazonas Mato Grosso (oeste) |
| Bolívia                 | extremo leste |
| Paraguai                | Chaco |
| Argentina               | Formosa Santa Fé Buenos Aires |
| Oceano Atlântico        | |
| Ilhas Malvinas          | Falkland Oriental - reivindicada pela Argentina |
| Oceano Atlântico        | |
| Oceano Antártico        | |
| Ilhas Shetland do Sul   | Ilha do Rei George e Ilha Nelson - reivindicadas por Argentina, Chile e Reino Unido                                                                 |
| Oceano Antártico        | |
| Antártida               | Península Antártica - reivindicada por Argentina, Chile e Reino Unido                                                                               |
| Oceano Antártico        | Mar de Weddell |
| Antártida               | Território reivindicado pela Argentina (Antártida Argentina), Chile (Província da Antártida Chilena) e Reino Unido (Território Antártico Britânico) |